# Steniscadia
Steniscadia is een geslacht van vlinders van de familie visstaartjes (Nolidae), uit de onderfamilie Chloephorinae.

## Soorten
- S. nomimus Dyar, 1914
- S. poliophaea Hampson, 1912
- S. polyodonta Schaus, 1912